# Castrillo de la Guareña
Castrillo de la Guareña là một đô thị trong tỉnh Zamora, Castile và León, Tây Ban Nha. Theo điều tra dân số 2004 (INE), đô thị này có dân số là 152 người.
Castrillo de la Guareña cách tỉnh lỵ 45 km. Mã số bưu chính là 49419.